# Розтоківська сільська рада (Путильський район)
Розто́ківська сільська́ ра́да — адміністративно-територіальна одиниця та орган місцевого самоврядування в Путильському районі Чернівецької області. Адміністративний центр — село Розтоки .

## Загальні відомості
- Населення ради: 2 066 осіб (станом на 2001 рік)

## Населені пункти
Сільській раді підпорядковані населені пункти:
- с. Розтоки
- с. Околена
- с. Товарниця
- с. Ями

## Склад ради
Рада складається з 20 депутатів та голови.
- Голова ради: Ілюк Марія Миколаївна
- Секретар ради: Джуряк Марія Андріївна

### Керівний склад попередніх скликань
| Прізвище, ім'я, по батькові | Основні відомості                                                 | Дата обрання | Дата звільнення |
| --------------------------- | ----------------------------------------------------------------- | ------------ | --------------- |
| Матіос Василь Михайлович    | Сільський голова, 1950 року народження                            | 26.03.2006   | 21.04.2010      |
| Ілюк Марія Миколаївна       | Сільський голова, 1970 року народження, освіта вища, позапартійна | 31.10.2010   |                 |

Примітка: таблиця складена за даними сайту Верховної Ради України

### Депутати
За результатами місцевих виборів 2010 року депутатами ради стали:

#### За суб'єктами висування
| Суб'єкт висування                                       | Кількість обраних депутатів | %  |
| ------------------------------------------------------- | --------------------------- | -- |
| Самовисування                                           | 16                          | 80 |
| Політична партія Всеукраїнське об'єднання «Батьківщина» | 3                           | 15 |
| Народна партія                                          | 1                           | 5  |

#### За округами
| № округу                                                | Прізвище, ім'я, по батькові   | Дата визнання обраним | Освіта             | Партійна приналежність                        | Відомості про обраного депутата                               |
| ------------------------------------------------------- | ----------------------------- | --------------------- | ------------------ | --------------------------------------------- | ------------------------------------------------------------- |
| Народна Партія                                          |                               |                       |                    |                                               |                                                               |
| 15                                                      | Петращук Василина Федорівна   | 01.11.2010            | вища               | член Народної партії                          | філія Вижницького ощадбанку, оператор                         |
| Політична партія Всеукраїнське об’єднання "Батьківщина" |                               |                       |                    |                                               |                                                               |
| 5                                                       | Матіос Юрій Олексійович       | 01.11.2010            | вища               | член Всеукраїнського об’єднання "Батьківщина" | Розтоківська загальноосвітня школа, вчитель фізичної культури |
| 9                                                       | Холеван Володимир Генадійович | 01.11.2010            | вища               | член Всеукраїнського об’єднання "Батьківщина" | Розтоківська музична школа, директор                          |
| 14                                                      | Пасарюк Юрій Дмитрович        | 01.11.2010            | середня спеціальна | член Всеукраїнського об’єднання "Батьківщина" | МП "Струмок", директор                                        |
| Самовисування                                           |                               |                       |                    |                                               |                                                               |
| 1                                                       | Матейчук Юрій Юрійович        | 01.11.2010            | середня спеціальна | позапартійний                                 | пенсіонер                                                     |
| 2                                                       | Джуряк Марія Андріївна        | 01.11.2010            | вища               | позапартійна                                  | Розтоківська сільська рада, спеціаліст по земельних ресурсах  |
| 3                                                       | Шинкарюк Кузьма Гаврилович    | 01.11.2010            | вища               | позапартійний                                 | пенсіонер                                                     |
| 4                                                       | Бурак Інна Маноліївна         | 01.11.2010            | середня спеціальна | позапартійна                                  | Розтоківська амбулаторія, медсестра                           |
| 6                                                       | Тирон Тамара Павлівна         | 01.11.2010            | середня спеціальна | позапартійна                                  | Розтоківська амбулаторія, фельдшер                            |
| 7                                                       | Яків’юк Євдокія Василівна     | 01.11.2010            | вища               | позапартійна                                  | Розтоківський дошкільний навчальний заклад, завідувачка       |
| 8                                                       | Дячук Олена Василівна         | 01.11.2010            | середня спеціальна | позапартійна                                  | продавець                                                     |
| 10                                                      | Григоращук Тетяна Іванівна    | 01.11.2010            | вища               | позапартійна                                  | тимчасово не працює                                           |
| 11                                                      | Яківюк Василь Дмитрович       | 01.11.2010            | вища               | позапартійний                                 | Сторожинецький автодор, виконроб                              |
| 12                                                      | Лелик Галина Василівна        | 01.11.2010            | середня спеціальна | позапартійна                                  | Розтоківська загальноосвітня школа, бухгалтер                 |
| 13                                                      | Фіжделюк Микола Дмитрович     | 01.11.2010            | середня            | позапартійний                                 | приватний підприємець                                         |
| 16                                                      | Гав’юк Юрій Васильович        | 01.11.2010            | вища               | позапартійний                                 | приватний підприємець                                         |
| 17                                                      | Томнюк Юрій Миколайович       | 01.11.2010            | вища               | позапартійний                                 | пенсіонер                                                     |
| 18                                                      | Корпан Іван Миколайович       | 01.11.2010            | середня            | позапартійний                                 | приватний підприємець                                         |
| 19                                                      | Матіос Мирослава Миколаївна   | 01.11.2010            | середня спеціальна | позапартійна                                  | приватний підприємець                                         |
| 20                                                      | Лазоряк Світлана Василівна    | 01.11.2010            | середня спеціальна | позапартійна                                  | фельдшерсько-акушерський пункт с. Ями, фельдшер               |